# Directorio Cívico

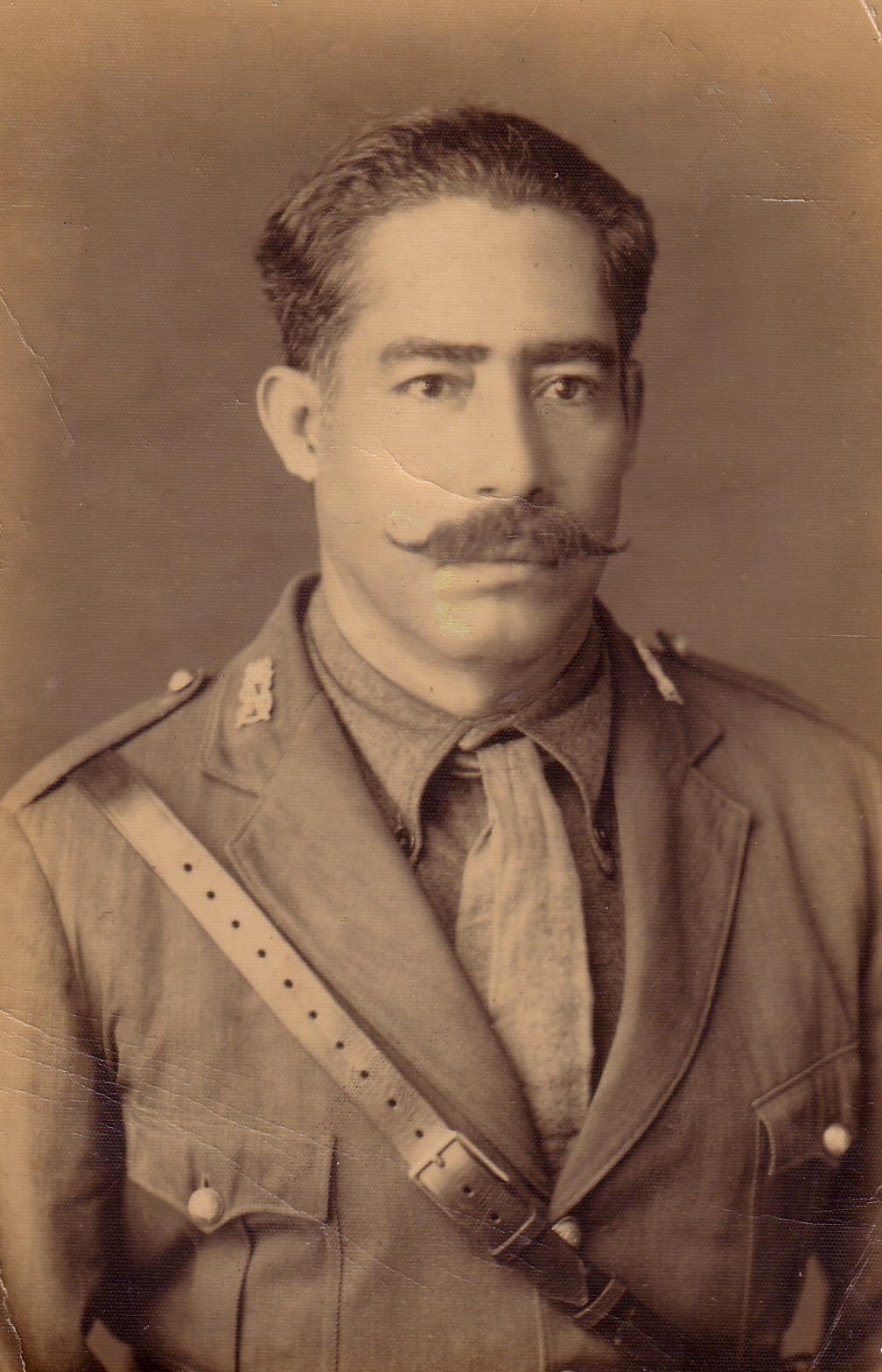
Coronel Juan Vicente Vidal

El Directorio Cívico fue una junta militar que gobernó la República de El Salvador del 2 al 4 de diciembre de 1931, y que se disolvió el 11 de ese mismo mes y año. Estaba compuesto por doce miembros de las Fuerzas Armadas de El Salvador que provenían del ejército, la fuerza aérea y la Guardia Nacional, y fue presidido por los coroneles Osmín Aguirre y Salinas (quien también fungió como ministro de defensa) y Joaquín Valdéz, quienes fungieron como copresidentes del directorio.
Su gobierno comenzó inmediatamente después del golpe de Estado que depuso al presidente Arturo Araujo, y finalizó dos días después cuando le fue entregada la presidencia de la república al vicepresidente Maximiliano Hernández Martínez; luego de lo cual continuó acuerpando las decisiones de dicho vicepresidente hasta el 11 de diciembre. Ello fue el inicio de la época de los gobiernos militares, que finalizarían con el golpe de Estado de 1979.

## Historia

### Antecedentes
En 1931, debido al atraso del pago de salario a los militares y al malestar producido por los efectos de la gran depresión, un grupo  de oficiales militares de baja graduación y clase; entre los que destacaban el teniente Joaquín Castro Canizales (que en el ámbito del periodismo sería conocido como Quino Caso) y el subteniente Julio César Escobar, ambos instructores de la escuela militar que en un principio habían estudiado en la escuela de cabos y sargentos del primer regimiento de infantería; comenzaron a planear un golpe de Estado contra la presidencia de Arturo Araujo (que había tomado posesión como presidente el 1 de marzo de ese año). Encontrando eco en la tropa de varios cuarteles, especialmente en los cuarteles del primer regimiento de infantería (mercado ex cuartel o de artesanía) y el primer regimiento de artillería (El Zapote), y apoyo por parte de las familias que controlaban la economía del país (especialmente de Rodolfo Duke, alto ejecutivo del banco agrícola comercial).
En el mes de julio de 1931, el gobierno había decretado estado de sitio, y  al mes siguiente comenzaron a circular rumores de que habían conjuras entre los militares con el fin de deponer el gobierno de Araujo. Por el mes de noviembre, el vicepresidente y ministro de Guerra Maximiliano Hernández Martínez ordenaría el traslado de la mayor parte del armamento de los cuarteles departamentales a los cuarteles del primer regimiento de infantería y el de primer regimiento de artillería.
El 28 de noviembre, el gobierno propondría pagarles una decena de su mensualidad a las tropas, lo que agudizaría la oposición contra el gobierno por parte de los militares. Ese mismo día, el joven oficial Arístides R. Salazar y el teniente y profesor Joaquín Castro Canizales le propondrían al general Salvador Castaneda Castro que encabezara el movimiento militar, lo que rehusaría, pero mantendría comunicaciones con ellos.
En la noche del 1 de diciembre, debido a los rumores que varios oficiales serían dados de baja o removidos de su cargo, se planificaría el golpe de emergencia en una reunión de representantes de la oficialidad de los distintos regimientos de San Salvador; donde estarían presentes el mayor Ramón Zepeda Aguiluz, capitánes Eugenio Palma Rodríguez, Visitación Antonio Pacheco, tenientes Carlos Rodríguez, Julio Cañas, Manuel de Jesús Córdova, José Dolores Preza, Joaquín Castro Canízales, subtenientes Miguel Hernández Zaldaña, Alfonso Huezo, Ángel Calderón, Julio César Escobar, y el joven oficial Arístides R. Salazar. En esa reunión, se acordaría la formulación de un manifiesto para la ciudadanía y se fijaría la hora inicio del golpe a las 2 a. m. del 3 de diciembre, pero debido a la necesidad de tomarse el cuartel primer de infantería (ubicado frente a la entonces casa presidencial), se iniciaría unas horas antes.

### Golpe de Estado a Arturo Araujo
A las 9 de la noche del 2 de diciembre, el teniente Mariano Blanco y otros militares alzados del primer regimiento de infantería capturaron al segundo jefe de ese cuartel el teniente coronel Coronado Montalvo, mientras estaba jugando al ajedrez en la biblioteca del cuartel; el grito de este alertaría al comandante del regimiento el coronel Francisco Linares quien, mientras se encontraba hablando con el presidente Araujo, sería capturado y encerrado en la bartolina; acto seguido, el capitán Eugenio Palma ordenaría que se lanzaran tres cartuchos desde una pieza de artillería Grusson, anunciando así que los rebeldes habían tomado el cuartel. Al mismo tiempo, en el primer regimiento de artillería, su segundo jefe el coronel Santiago Ayala abriría fuego contra los estudiantes de la escuela de cabos y sargentos de ese cuartel que llegaron a detenerlo a su dormitorio, dejando herido de gravedad a dos de ellos; pero tuvo que rendirse cuando oficiales pusieron una pieza de artillería frente a su puerta.
El vicepresidente Martínez, según su versión de los hechos, recibiría una llamada del presidente Araujo quien le informaría de que estaba ocurriendo algo anormal en el primer regimiento de infantería y que fuese a sofocarlo; a lo cual se encaminaría, pero al llegar donde el edificio Ambrogi escucharía un tiroteo, por lo que decidiría ir al cuartel El Zapote; donde el centinela de guardia lo dejaría ingresar, y descubriría que estaban a punto de ejecutar al coronel Santiago Ayala, ante lo cual el subteniente Julio Cañas le explicaría lo sucedido, por lo que Martínez pondría en el suelo su pistola y se dejaría capturar.
En casa presidencial se encontraban como jefes de la plana mayor los coroneles Merino Rosales, López Rochac (jefe de la policía nacional), y Gilberto Carmona Sosa; mientras que como jefe de la guardia de prevención estaba el Subteniente Carlos Calderón, quien estaba a favor del golpe. Por lo que, cuando se consolidaría la insurrección con la toma del primer regimiento de infantería, Carlos Calderón mandaría a movilizar a sus a tropas a los arriates del jardín para que apuntasen al segundo nivel de casa presidencial, donde estaban los jefes de la plana mayor, el mayor Darío Flores, y el capitán Fuentes Reyes. El primer asalto sería llevado a cabo a las 9 pm por el teniente Regino Bolaños, teniente Joaquín Castro Canizales, y sargento segundo Francisco Arias, quienes tomaron cada uno una de las patas del trípode de una ametralladora Hockchiss; mientras que un grupo de unos veinte alumnos atravesaron la octava avenida sur, abrieron el portón de Casa Presidencial, y colocaron la ametralladora frente a la puerta que comunicaba ambos niveles del edificio.
Con ametralladora en mano, la plana mayor presidencial presentaría resistencia contra los alzados; mientras que los coroneles López Rochac y Gilberto Carmona Sosa junto al subsecretario de fomento el coronel Acosta irían al despacho presidencial, para sacar al presidente y a su esposa por el garage presidencial (en el lado opuesto al ataque, pero que también estaba bajo fuego por una ametralladora ubicada en el garitón suroeste del regimiento de infantería), donde ayudados por el jefe de la policía judicial el coronel Benjamín Ortíz- lograrían sacar al presidente y a su esposa del edificio y ya afuera subirlos al carro del coronel Acosta en la sexta avenida norte.
A la 1 de la mañana, el presidente Araujo se instalaría en el palacio nacional (que sería su cuartel general), donde esperaba recibir el apoyo del regimiento de caballería, policía nacional, guardia nacional, y los cuarteles departamentales; y donde nombraría como jefe de operaciones al general Andrés Ignacio Menéndez, y como jefe de la plaza al general José Tomás Calderón. Posteriormente, el presidente trasladaría su cuartel general a Santa Tecla, donde se replegaría a casa de sus padres.
A las 6 de la mañana del 3 de diciembre, la guarnición de casa presidencial se rendiría y la guardia nacional se pondría de lado de los insurrectos. A esa misma hora, se convocaría a las diferentes unidades para que enviasen delegados al cuartel El Zapote para conformar un organismo colegiado que se haría cargo del poder ejecutivo y que se llamaría Directorio Cívico (también llamado en ocasiones como directorio militar). Asimismo, el embajador estadounidense Charles B. Curtiss, con la intermediación de Francisco Núñez Arrué, se entrevistaría con los jefes rebeldes (quienes legitimarían su actuar en base al artículo 36 de la constitución de 1886, vigente en ese momento) y ofrecería ayudarles a notificar y llevar a los delegados de los cuarteles.

### Gobierno del directorio
A las 9 de la mañana, los delegados de las diferentes unidades conformaron el Directorio Cívico, quedando como copresidentes de ese organismo los coroneles Joaquín Valdéz y Osmín Aguirre y Salinas. En el acta que se emitió, los miembros del directorio se comprometieron a: aceptar la renuncia del presidente Araujo (que todavía no la había dado), conminarlo para que abandonase el país en las próximas 24 horas, llamar al vicepresidente Maximiliano Hernández Martínez para que rinda la protesta de ley, y nombrar como consultor al Dr. Emeterio Óscar Salazar (que era entonces el segundo designado a la presidencia; y que pediría la opinión a otros notables como los doctores Enrique Córdova y Manuel Castro Ramírez).
Al mediodía, rendiría sus fuerzas el general Calderón (que estaba atrincherado en la sede de la policía nacional) debido a la amenaza de un bombardeo desde el primer regimiento de artillería. Más tarde, el presidente Araujo llamaría al primer regimiento de artillería y le contestaría el vicepresidente Hernández Martínez, quien le diría que estaba capturado en el cuartel, pero Araujo consideraría que él era parte del golpe por lo que poco después se retiraría a Santa Ana, y a la mañana siguiente depositaría su renuncia en el doctor Maximiliano Olano (designado a la presidencia) y saldría del país.
El 4 de diciembre de 1931, los jurisconsultos (doctores Salazar, Córdova, y Castro Ramírez) aconsejaron al directorio a que llamaran inmediatamente al vicepresidente Martínez para que tomase posesión como presidente. En un decreto emitido esa misma noche, el general Maximiliano Hernández Martínez accedía provisionalmente como presidente; y en su gabinete colocaría como ministro de Guerra al coronel Joaquín Valdéz, como ministro de gobernación al general Salvador Castaneda Castro, y como director de la policía nacional al coronel Osmín Aguirre y Salinas.
El directorio continuaría existiendo, acuerpando las decisiones del vicepresidente Martínez, hasta el 11 de diciembre cuando sus integrantes decidieron disolverlo al haber cumplido ya su propósito.

## Miembros
El Directorio Cívico estaba formado por (según la organización militar a la que pertenecieron):
Guardia Nacional:
- Coronel Joaquín Valdés.
- Coronel Juan Vicente Vidal

Primer Regimiento de Infantería:
- Capitán Manuel Urbina.
- Capitán Visitación Antonio Pacheco
- Teniente Joaquín Castro Canizales

Primer Regimiento de Artillería:
- Teniente Carlos Rodríguez
- Subteniente Julio Cañas

Primer Regimiento de Ametralladoras:
- Subteniente José Alfonso Huezo
- Subteniente Miguel Hernández Zaldaña

Regimiento de Caballería:
- Subteniente Héctor Montalvo.

Ministerio de la Guerra:
- Coronel Osmín Aguirre y Salinas

Aviación Militar:
- Subteniente Juan Ramón Munés